# De doctrina Christiana
De doctrina Christiana (Sobre a Doutrina Cristã ou Sobre Ensino o Cristão) é um texto teológico escrito por Agostinho de Hipona. Consiste em quatro livros que descrevem como interpretar e ensinar as Escrituras. Os primeiros três desses livros foram publicados em 397 e o quarto adicionado em 426. Ao escrever este texto, Agostinho estabeleceu três tarefas para professores e pregadores cristãos: descobrir a verdade no conteúdo das Escrituras, ensinar a verdade a partir das Escrituras e defender a verdade bíblica quando ela fosse atacada.

## Contexto histórico
Começando em 389 a.C., a poderosa aplicação da fé à política levou o imperador Teodósio a emitir uma série de éditos contra o paganismo que terminaram em 391 com uma lei que tornava ilegal o culto pagão. Durante a Idade de Ouro de Atenas, a política e as leis criadas pelo homem guiavam a conduta humana, e a cidade-estado era vista como uma manifestação dos mais elevados valores humanos, dando origem à filosofia política. O Cristianismo efetuou uma mudança no curso da sociedade ocidental, exigindo uma nova identidade cultural e um novo currículo educacional. Com este objetivo em mente, o Imperador Justiniano (483–565) cortou todo o financiamento estatal para cadeiras de retórica, essencialmente encerrando a tradição clássica pagã. A partir de então, a herança clássica foi vista através das lentes do Cristianismo, aumentando a necessidade de uma abordagem ao ensino das Escrituras que correspondesse à sofisticação da herança clássica. De doctrina Christiana forneceu ao mundo medieval essa ferramenta.

## Resumo

### Prólogo
O Prólogo consiste em uma resposta àqueles que resistiriam ao projeto de Agostinho de fornecer regras para interpretação das Escrituras. Agostinho descreve três possíveis objeções, incluindo aqueles que não entendem seus preceitos, aqueles que não conseguem fazer uso eficaz de seus ensinamentos e aqueles que acreditam que já estão preparados para interpretar as Escrituras. Aos dois primeiros tipos de críticos, Agostinho afirma que não pode ser responsabilizado pela sua incapacidade de compreensão.
Ele então aborda o terceiro tipo de crítico, aqueles que acreditam que já são capazes de interpretar as Escrituras. Se as suas afirmações forem verdadeiras, ele reconhece que receberam uma grande bênção. No entanto, devem admitir que a própria linguagem foi aprendida com um ser humano, e não diretamente com Deus. Portanto, Deus criou os seres humanos para aprenderem uns com os outros, e devemos aprender com humildade. Todo bom ensinamento dos seres humanos deriva, em última análise, de Deus. A capacidade de compreender a obscuridade é, portanto, ao mesmo tempo um dom de Deus e reforçada pelo ensino humano.

### Livro Um
O Livro Um discute o gozo, o uso, a interpretação e a relação de várias doutrinas cristãs com esses conceitos. Agostinho começa com uma discussão das etapas do processo interpretativo: descoberta do que deve ser entendido e uma forma de ensinar o que foi descoberto.
Ele então expande a noção platônica de que existem coisas e sinais. Os sinais são usados para simbolizar coisas, mas são considerados coisas em si porque também representam significado. Eles ganham significado por meio de sua repetição e propagação por toda a sociedade.
Algumas coisas são para serem desfrutadas (em latim, frui), e outras são para serem usadas (uti). As coisas que gostamos são aquelas que consideramos boas em si mesmas, e as coisas que usamos são aquelas que são boas para outra coisa. A única coisa que pode ser desfrutada é Deus. Todas as outras coisas, incluindo outros seres humanos, devem ser usadas em relação ao fim adequado de desfrute. Usar algo que deve ser apreciado ou vice-versa é deixar de amar adequadamente. A discussão sobre gozo e uso leva a uma reflexão extensa sobre a motivação, a palavra como carne e a humanidade como imagem de Deus.
O Livro Um termina com uma discussão sobre o amor: como os humanos devem amar a Deus, como o amor de Deus é expresso no uso que ele faz da humanidade e como as pessoas podem apreciar o amor de Deus por meio das Escrituras, da fé e da caridade. Agostinho também afirma que aqueles que pensam que entendem as Escrituras, mas não as interpretam para refletir a caridade e o amor, não as entendem realmente.

### Livro Dois
O Livro Dois discute os tipos de sinais desconhecidos presentes no mundo e define cada um deles e apresenta métodos para a compreensão das Escrituras. Sinais obscuros incluem sinais literais desconhecidos e sinais figurativos desconhecidos. Sinais desconhecidos são aqueles que possuem significados desconhecidos. Agostinho diz que uma característica das Escrituras é a obscuridade e que a obscuridade é o resultado do pecado: isto é, Deus tornou as Escrituras obscuras para motivar e desafiar as nossas mentes caídas.
Agostinho afirma que existem sete passos para a sabedoria na interpretação das Escrituras: temor de Deus, santidade e fé, scientia (ou conhecimento), força, bom conselho, pureza de coração e depois sabedoria. Ele também distingue “verdade” de “lógica” e argumenta que a lógica pode levar à falsidade. Ele declara que é melhor ter a verdade do que a lógica.
Agostinho argumenta que memorizar as Escrituras é fundamental para a compreensão. Uma vez que o leitor esteja “familiarizado com a linguagem das Escrituras”, é possível que ele tente desembaraçar seções que são obscuras. Ele também enfatiza o estudo das Escrituras em seus idiomas originais para evitar problemas de traduções imperfeitas e divergentes. Ao longo do Livro Dois, Agostinho enfatiza a importância do método, bem como da virtude, para alcançar a sabedoria por meio das Escrituras. Ele analisa fontes de conhecimento, razão e eloquência, bem como caridade e humildade.
No capítulo 8, Agostinho discute o cânon da Bíblia. Ao determinar quais livros incluir, ele escreve: “Agora, no que diz respeito às Escrituras canônicas, [um intérprete] deve seguir o julgamento do maior número de Igrejas Católicas; e entre estas, é claro, um lugar de destaque deve ser dado a tais como foram considerados dignos de ser a sede de um apóstolo e de receber epístolas." Para o Antigo Testamento, ele lista 44 livros. Para o Novo Testamento, ele lista os 27 livros do cânon contemporâneo. Ele escreve que existem “quatorze epístolas do apóstolo Paulo”, incluindo a epístola aos Hebreus. A lista de Agostinho é a mesma do Cânon aprovado pelo terceiro Sínodo de Cartago (397 d.C.), e é possível que ele tenha desempenhado um papel na decisão do Sínodo sobre o cânone.

### Livro Três
O Livro Três discute como interpretar sinais literais ambíguos e figurativos ambíguos. Sinais ambíguos são aqueles cujo significado não é claro ou confuso. Ele sugere primeiro determinar as coisas a partir de sinais. Então, uma vez feita a distinção, entenda o significado literal do texto (coisas como coisas, nada mais). Determinar se há um significado mais profundo no texto pode ser feito reconhecendo um modo de escrita diferente e mais figurativo. Isto pode mostrar que as coisas também são sinais de outra coisa. Por exemplo, uma árvore envelhecida pode ser uma árvore literal ou um símbolo de longa vida (como um sinal ou alegoria).
Agostinho enfatiza os motivos corretos ao interpretar as Escrituras e afirma que é mais importante construir o amor do que chegar a uma interpretação histórica ou literalmente precisa. Ele também sublinha que os leitores contemporâneos devem ter o cuidado de compreender que algumas acções (ou seja, ter múltiplas esposas) que eram aceitáveis entre os antigos já não são aceitáveis e devem, portanto, ser interpretadas figurativamente. Compreender tropos como ironia e antífrase também será benéfico para a interpretação.
A seção final do Livro Três é uma das últimas adições de Agostinho à obra (com o Livro Quatro), consistindo nas sete regras de Ticônio para a interpretação das escrituras: O Senhor e Seu Corpo, A Dupla Divisão do Corpo do Senhor, As Promessas e a Lei (ou O Espírito e a Letra), Espécie e Gênero, Tempos, Recapitulação e O Diabo e Seu Corpo.

### Livro Quatro
O Livro Quatro discute a relação entre a verdade cristã e a retórica, a importância da eloquência e o papel do pregador. Este livro foi anexado à obra alguns anos após sua composição original, junto com o final do Livro Três. Agostinho novamente enfatiza a importância tanto da descoberta quanto do ensino para a interpretação das Escrituras. Ele adverte o leitor de que não discutirá aqui as regras da retórica; pois embora sejam aceitáveis e úteis para o orador cristão, podem ser facilmente aprendidos em outro lugar. Embora a eloquência seja uma habilidade que pode ser usada para o bem ou para o mal, ela deve ser usada a serviço da sabedoria. Não é necessário, então, que o pregador seja eloquente, mas apenas sábio. No entanto, a eloquência pode aumentar a capacidade de ensinar sabedoria. O objetivo adequado da retórica deveria, portanto, ser ensinar sabedoria pelo uso da eloqüência.
Agostinho analisa então a relação entre eloquência e ensino, incluindo vários pontos estilísticos, uma discussão sobre inspiração e a afirmação de que eloquência e ensino devem ser valorizados. Baseando-se em Cícero, Agostinho descreve três tipos de estilo — estilo contido, estilo moderado e estilo grandioso — e discute o contexto adequado para cada um. O uso desses estilos deve ser determinado pelo assunto e também pelo público.
Por fim, Agostinho conclui considerando a importância da vida do pregador, que é mais importante do que a eloquência para persuadir o público. Neste sentido, as coisas (as ações do pregador) são mais importantes que os sinais (as palavras do pregador). A oração é essencial para receber de Deus a sabedoria que será transmitida ao público. O texto termina com uma injunção à humildade e graças a Deus por Agostinho ter podido discutir estes temas.

## Conexões com Agostinho, Cícero e retórica clássica no Livro Quatro
O quarto livro de De doctrina Christiana gerou um grande debate entre os estudiosos sobre até que ponto a obra de Agostinho foi influenciada pelas regras e tradições da retórica clássica e, mais especificamente, pelos escritos de Cícero. No capítulo final de Sobre a Doutrina Cristã, Agostinho usa grande parte da teoria retórica de Cícero ao estabelecer as bases para o uso adequado da retórica pelos professores cristãos. Por exemplo, Agostinho cita Cícero (Orat. 21. 69.) quando escreve: "um certo homem eloquente disse, e disse com verdade, que aquele que é eloquente deve falar de tal maneira que ensine, deleite e comova."
Alguns estudiosos afirmam que o Livro Quatro deste texto foi muito influenciado pela retórica ciceroniana e clássica. Em sua introdução a uma edição de On Christian Doctrine, D.W. Robertson Jr. afirma que “a própria interpretação alegórica da literatura era uma prática clássica”. Ao mesmo tempo, outros argumentaram que Santo Agostinho está, em vez disso, “escrevendo contra a tradição da retórica clássica”. Um acadêmico, Stanley Fish, chegou ao ponto de afirmar que “Agostinho também declara efetivamente o orador irrelevante quando ele diz aos pretensos pregadores para orarem para que Deus coloque bons discursos em suas bocas (38).
Nos últimos anos, vários estudiosos têm feito um esforço concertado para alcançar algum grau de compromisso ou meio-termo neste debate acalorado. Celica Milovanovic-Barham escreveu um artigo no qual reconheceu esta afirmação e tentou argumentar vários pontos do texto onde Agostinho concorda ou discorda das teorias retóricas de Cícero. O artigo analisa o uso da retórica ciceroniana por Agostinho por meio de sua discussão dos três níveis de estilo de Cícero: simples, médio e grandioso. Embora Agostinho comece o Livro Quatro afirmando que a sabedoria e a clareza são muito mais importantes na retórica de um professor cristão, ele também reconhece o poder do estilo e da eloquência na conexão com o público e na persuasão das pessoas a agir de acordo com a lei e os ensinamentos cristãos. De acordo com Barham, é aqui que Agostinho "cita as próprias palavras de Cícero: 'ele, então, será eloquente, aquele que pode dizer pequenas coisas em um estilo moderado, coisas moderadas em um estilo moderado e grandes coisas em um estilo majestoso.'" No entanto, Barham também é rápido em notar que, “Afinal, Agostinho não concorda totalmente com o seu famoso antecessor”, no sentido de que, para os professores cristãos, nada do que pregam seria considerado uma 'coisinha'. Como resultado, Barham argumenta que Agostinho defende a alternância e a mistura dos vários “estilos” de retórica, todos dentro de um único discurso. Ela explica que ao combinar esses três estilos diferentes, Agostinho acredita que o orador é capaz de produzir um discurso mais poderoso, entregando as informações necessárias de forma clara e precisa, ao mesmo tempo em que também é capaz de se conectar com as emoções do público por meio de discursos mais grandiosos e estilo apaixonado.
John D. Schaeffer afirma que os escritos de Agostinho não deveriam ser analisados de forma alguma da mesma perspectiva dos retóricos clássicos, porque suas obras foram produzidas em uma época totalmente diferente e para um grupo de pessoas totalmente diferente daqueles dos grandes retóricos clássicos. A questão para Schaeffer reside no facto de Agostinho estar a tentar reunir os elementos da oralidade e da religião cristã, que se baseava principalmente nas escrituras escritas e exigia introspecção privada e oração. Schaeffer diz, "o livro 4 tenta resolver um paradoxo central do Cristianismo primitivo, sintetizando o mundo oral da performance pública com uma religião baseada na escrita e dirigida à pessoa interior... De doctrina apresenta a tentativa de Agostinho de trazer a retórica clássica... para suportar o a pregação Cristã." Portanto, ele argumenta que Agostinho não estava simplesmente escrevendo contra as tradições da retórica clássica e que os estudiosos deveriam considerar a obra de Agostinho dentro de seu próprio contexto.